# Tryggvi Þórhallsson
Tryggvi Þórhallsson, né le 9 février 1889 à Reykjavik et mort le 31 juillet 1935 à Reykjavik, est un homme d'État islandais et Premier ministre. Il est membre du Parti du progrès.